# Давіт Джоджуа
Давіт Джоджуа (груз. დავით ჯოჯუა; нар. 8 червня 1989, Самтредія) – грузинський шахіст, гросмейстер від 2008 року.

## Шахова кар'єра
Починаючи з 1998 року неодноразово представляв Грузію на чемпіонатах світу і Європи серед юніорів у різних вікових категоріях, завоювавши три медалі: срібну (Херцег-Новий 2005 – ЧЄ до 16 років) і дві бронзові (Літохоро 1999 – ЧЄ до 10 років і Іракліон 2002 – ЧС до 14 років). В 2006 році переміг (разом з Тиграном А. Петросяном) на турнірі за круговою системою в Кобулеті і поділив 2-ге місце (позаду Беглара Джобави, разом з Арманом Хайрапетяном) у Тбілісі. 2007 року виконав дві гросмейстерські норми (здобувши перемоги на меморіалі Арчіла Ебралідзе в Тбілісі і на чемпіонаті світу до 20 років в Єревані, де посів 10-те місце), а третю норму виконав у 2008 році під час чемпіонату Європи в Пловдиві.
Найвищий рейтинг Ело в кар'єрі мав станом на 1 березня 2014 року, досягнувши 2571 очок займав тоді 6-те місце серед грузинських шахістів.

## Зміни рейтингу
| На цьому місці має відображатися графік чи діаграма, однак з технічних причин його відображення наразі вимкнено. Будь ласка, не видаляйте код, який викликає це повідомлення. Розробники вже працюють для того, щоби відновити штатне функціонування цього графіка або діаграми. | |
| | На цьому місці має відображатися графік чи діаграма, однак з технічних причин його відображення наразі вимкнено. Будь ласка, не видаляйте код, який викликає це повідомлення. Розробники вже працюють для того, щоби відновити штатне функціонування цього графіка або діаграми. |